# Maria Palmer
Maria Palmer, właściwie Maria Pichler, pseudonim Eliot Parker White (ur. 5 września 1917 w Wiedniu, zm. 6 września 1981 w Los Angeles) – austriacko-amerykańska aktorka teatralna i filmowa.

## Życiorys
Palmer urodziła się i wychowała w Wiedniu. Po raz pierwszy pojawiła się na scenie jako aktorka dziecięca, w różnych produkcjach Maxa Reinhardta. Uczyła się tańca i była członkiem grupy tanecznej Bodenwieser Ensemble. Później studiowała dramat i wokal w Universität für Musik und darstellende Kunst Wien. W 1938 roku Palmer wyemigrowała z rodzicami do Stanów Zjednoczonych.
Po raz pierwszy wystąpiła na scenie w Nowym Jorku, w 1942 w produkcji The Moon Is Down, adaptacji opowiadania Johna Steinbecka, w reżyserii Chestera Erskina, wcielając się w rolę Molly Morden. W Hollywood zadebiutowała w krótkiej, 12-minutowej produkcji Nostradamus and the Queen w 1942 roku, gdzie zagrała królową Catherine de Medici. W 1943 roku zagrała w pełnometrażowym filmie Mission to Moscow. Wystąpiła w ponad 50 produkcjach filmowych i telewizyjnych. W latach 50. jej kariera podupadała, pracowała w radiu, telewizji i w reklamach. Założyła też własną firmę produkcyjną o nazwie Maria Palmer Enterprises. Na początku lat 60. Palmer gościła swój własny program w Los Angeles zatytułowany Sincerely, Maria Palmer. W późniejszych latach Palmer napisała wiele scenariuszy telewizyjnych, często używając pseudonimu Eliot Parker White. Amerykańska Akademia Sztuki i Wiedzy Filmowej zarchiwizowała pozostałe po aktorce filmy, zdjęcia, listy obejmujące lata 1922–1975.
Maria Palmer zmarła na raka w Cedars-Sinai Medical Center w Los Angeles 6 września 1981 roku.

## Wybrane role
- 1923: Rumpelstilzchen
- 1942: Nostradamus and the Queen
- 1943: Mission to Moscow
- 1944: Dni chwały
- 1945: Lady on a Train
- 1946: Rendezvous 24
- 1947: The Other Love
- 1947: Pajęczyna
- 1948: 13 Lead Soldiers
- 1950: Surrender
- 1953: W świetle księżyca
- 1953: Flight Nurse
- 1956: Three for Jamie Dawn
- 1964: Zło Frankensteina